# Kreuzkogel (Sausal)
Der Kreuzkogel (früher auch Leibnizer Kogl) ist ein 496 m ü. A. hoher Hügel am Ostrand des Sausal im österreichischen Bundesland Steiermark. Er bildet ein beliebtes Ausflugsziel nahe der Bezirkshauptstadt Leibnitz und ist für seine Aussichtswarte bekannt. Der Kreuzkogel liegt im Naturpark Südsteiermark.

## Lage und Umgebung
Der Kreuzkogel erhebt sich links über dem Ausgang des Sulmtals gegenüber von Schloss Seggau. Er befindet sich im Ortsteil Kogelberg der Katastralgemeinde Kaindorf an der Sulm und überragt das östlich anschließende Leibnitzer Feld um etwa 220 m. Während die großteils bewaldete Ostseite jäh zur Sulm hin abfällt, zeigen sich West- und Südhang prädestiniert für den Weinbau. Am Südhang des Berges liegt das Landesweingut Silberberg mit dazugehöriger Weinbauschule und Weinlehrpfad. Die Kreuzkogelwarte ist auf Wanderwegen von Norden und Süden zu erreichen, die auch für Mountainbiker freigegeben sind. 
Als Ausgangspunkte bieten sich der Sulmsee und das Naturparkzentrum Grottenhof bei Kaindorf an.

## Geologie und Geomorphologie
Der Kreuzkogel und der westlich durch einen Graben getrennte Kittenberg (485 m) werden aus teilweise phyllitischen Tonschiefern mit örtlichen Grünschieferlagen aufgebaut, die dem Sausaler Paläozoikum der Mittelsteirischen Schwelle angehören. Das Liegende bilden phyllitische Tonschiefer mit eingeschalteten Metapsammiten, die am südlich anschließenden Silberberg unterhalb einer SW-NO-verlaufenden Störung zu Tage treten. Auch der südöstlich bis südlich gelegene Seggauberg, der geographisch den nördlichsten Ausläufer der Windischen Bühel bildet, gehört dieser Lithologie an. Die Sulm durchbricht den Gesteinsverband und bildet eine Talenge am Ausgang des Heimschuher Beckens, ehe sie sich bei Kaindorf mit der Laßnitz vereinigt. Am östlichen Silberberg liegt außerdem ein Quarzit-Serizit-Vorkommen.

## Kreuzkogelwarte

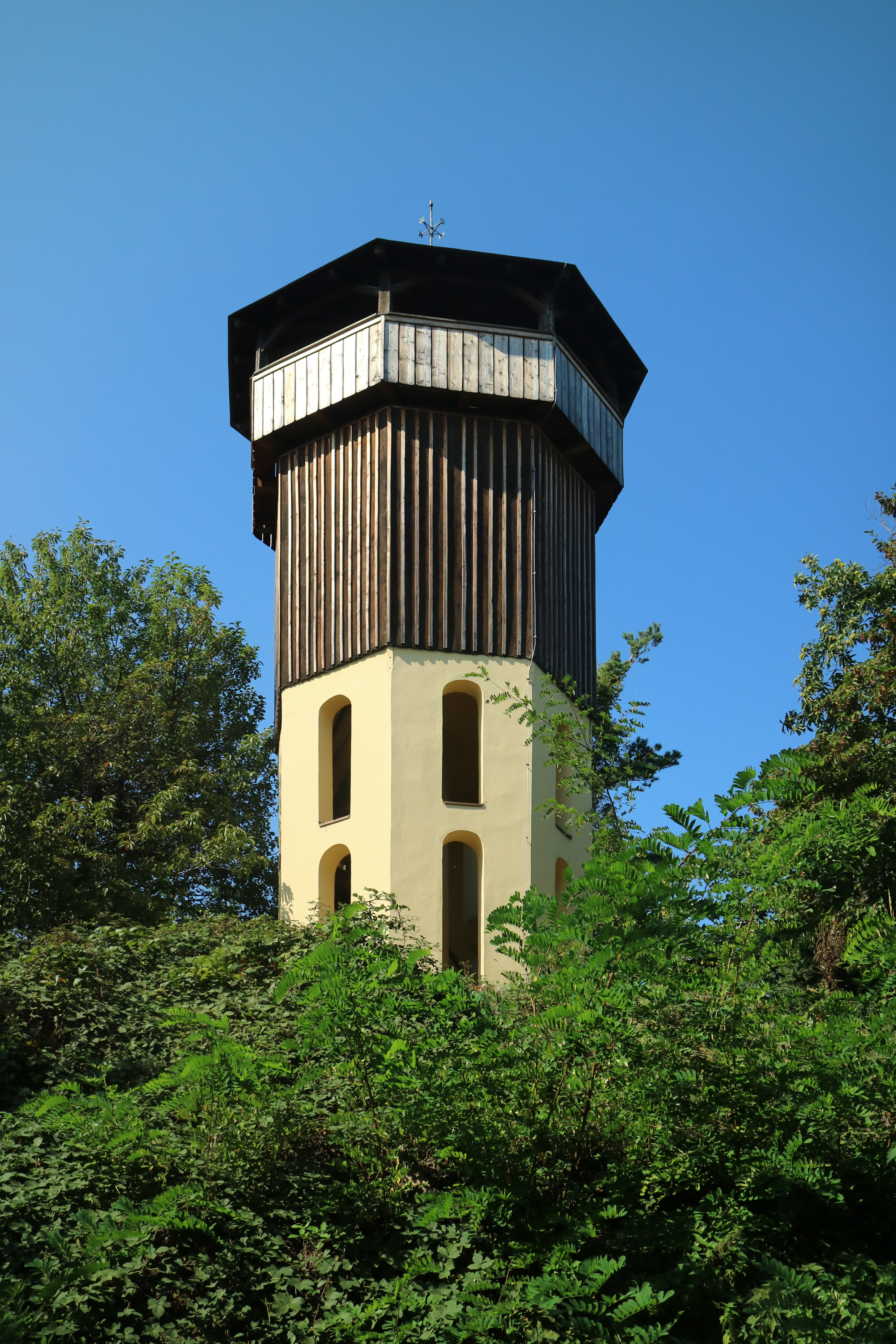
Kreuzkogelwarte von Südosten

Die Weinbauern von Kogelberg beschlossen 1849 die Errichtung eines Kreuzes und einer Gloriette auf dem höchsten Punkt des Kreuzkogels. Die aus einem etwa 3 m hohen achteckigen Steinsockel mit Aussichtsplattform und aufgesetzter Holzkonstruktion bestehende Gloriette wurde am 25. August 1850 feierlich eingeweiht. Die folgenden Jahrzehnte veränderte sich der Bau kaum, eine Instandsetzung ist für das Jahr 1933 belegt.
1957 wurde eine weitere Renovierung der Warte beschlossen, die mit Spenden und Subvention durch die Steiermärkische Landesregierung in Höhe von 3000 Schilling finanziert wurde. Gleichzeitig wurde die Straße auf den Kogelberg ausgebaut. Ebenso kam es zu einer Aufstockung der Gloriette. Der Verschönerungsverein Leibnitz ließ den bestehenden Holzaufbau abtragen und stockte den gemauerten Unterbau um 2 m auf, wodurch sich die neue, über 22 Steinstufen erreichbare Aussichtsplattform gut 5 m über dem Boden befand. Durch neue Holzkonstruktion samt Dach wuchs die Gesamthöhe auf 9,2 m an. 1963 wurde das beliebte Ausflugsziel durch einen Blitzschlag zerstört und nach kostspieliger Wiederinstandsetzung dem Verschönerungsverein Kaindorf an der Sulm übergeben.
Nach einer erneuten Renovierung Anfang der 1970er-Jahre erfolgte 1988/89 unter Vereinsobmann Erich Pollanetz eine zweite Aufstockung des Turms. Durch Erhöhung der Holzkonstruktion verdoppelte sich die Aussichtshöhe nahezu auf gut 9 m, die Gesamthöhe beträgt seither 13,3 m. Die Plattform mit einem Durchmesser von 5,7 m ist über vier Stein- und 43 Holzstufen erreichbar.
Die Warte bietet einen hervorragenden Rundumblick. Die Fernsicht reicht von  Hochschwab, Schöckl und Wildoner Berg im Norden über Gleichenberge und Stradner Kogel im Osten, Windische Bühel, Pohorje und Steiner Alpen im Süden bis zu Koralpe und Gleinalpe im Westen und Nordwesten.

## Silberbergwarte

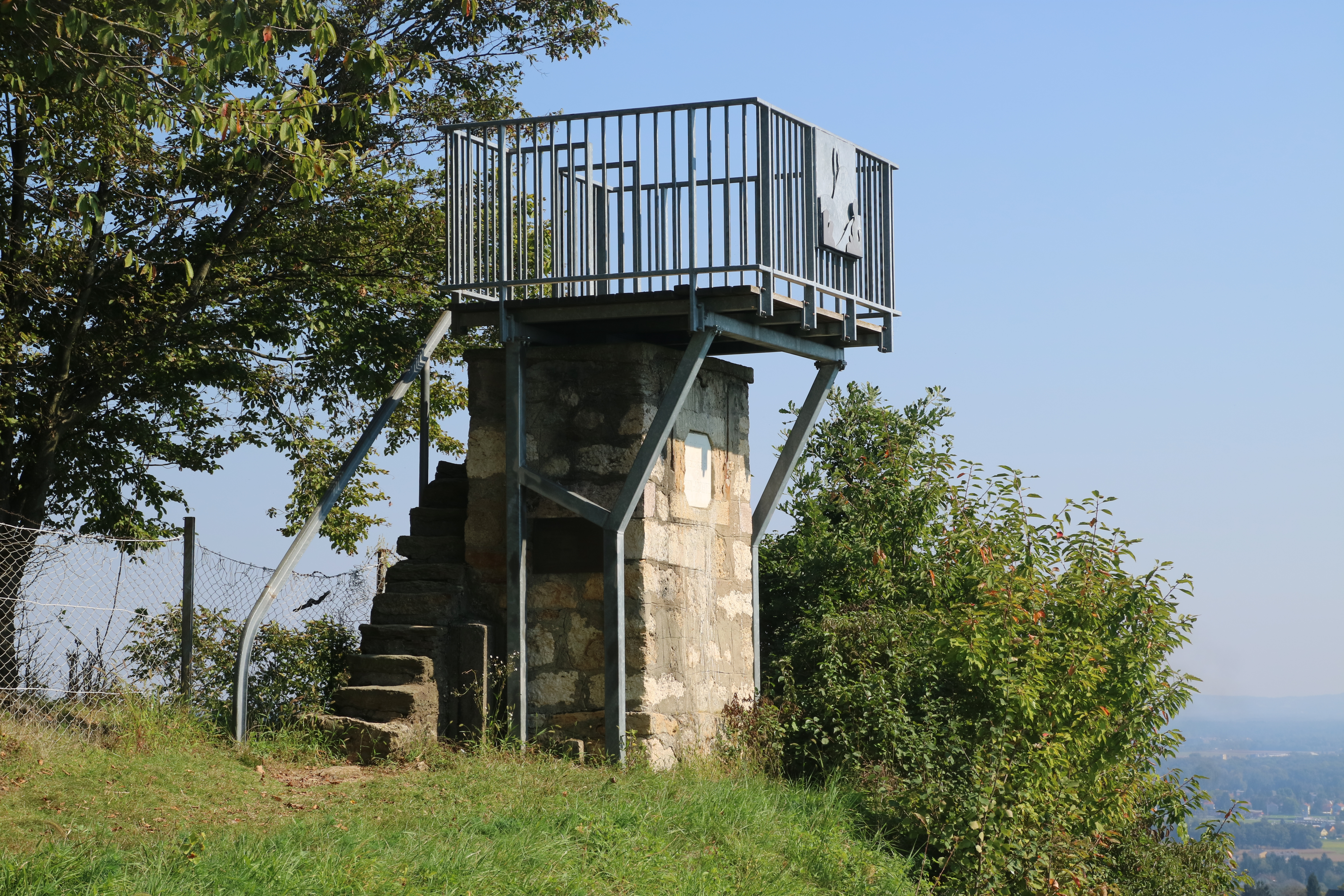
Silberbergwarte von Nordwesten

Etwa 15 Gehminuten südlich der Kreuzkogelwarte liegt auf 412 m ü. A. die kleinere Silberbergwarte. Der nur knapp 3 m hohe Steinturm wurde 1871 in Gedenken an Friedrich Freiherr von Froon zu Kirchrath von den Vorbesitzern des Weinguts Silberberg errichtet. Anlässlich des 100-jährigen Bestehens der Weinbauschule Silberberg renovierten Schüler des Abschlusslehrgangs mit ihrem Klassenvorstand die Warte. Eine neue Aussichtsplattform wurde vom Architekten Dieter Spielhofer geplant und von Ernst Mischinger ausgeführt. Am 21. April 1995 fand die feierliche Eröffnung statt. Dem 1 × 2,5 m umfassenden Steinturm ist eine 2,2 × 2,7 m große Metallplattform aufgesetzt, die von vier schlanken Stahlstützen getragen wird. Man erreicht sie über zehn originale Stein- sowie drei neuere Metallstufen. Als Geländer wurde eine Schiene der in den 1960er-Jahren eingestellten Sulmtalbahn verbaut.
Trotz geringer Höhe und eingeschränkter Rundsicht lockt das Panorama zahlreiche Wanderer an. Im näheren Umkreis präsentieren sich Schloss Seggau und die Wallfahrtskirche am Frauenberg sowie der Tiefblick über die Weingärten zum Sulmsee.